# .app (gTLD)
.app là một tên miền cấp cao dùng chung trong Chương trình gTLD mới của ICANN. Google đã mua gTLD trong Phiên đấu giá cuối cùng của ICANN vào đầu tháng 2 năm 2015.

## Lịch sử
Việc phát triển của tên miền .app bắt đầu vào năm 2012 sau khi ICANN công bố "Chương trình gTLD mới".
Vào ngày 25 tháng 2 năm 2015, Google đã thắng Phiên đấu giá ICANN của Last Resort cho tên miền .app, thông qua công ty Charleston Road Registry Inc., với giá 25 triệu đô la Mỹ. Google đã mở đăng ký công khai tên miền này vào tháng 5 năm 2018.

## Sử dụng và mục đích
"app" là một dạng viết tắt của application, có nghĩa là "ứng dụng", là một từ ngữ thường được sử dụng trong lĩnh vực IT. Tên miền này được sử dụng bởi các công ty phát triển, chuyên gia và các nhà phát triển ứng dụng.
Tên miền .app sẽ cho phép người dùng dễ dàng nhận ra một trang web dành riêng cho một ứng dụng hoặc sản phẩm hoặc dịch vụ liên quan, điều sẽ mang lại lợi ích về mặt thương hiệu.
Tên miền .app, theo Gandi.net và các Đại lý khác, là "một không gian tập trung vào bảo mật, có nghĩa là HTTPS là bắt buộc phải có cho tất cả các trang web." Điều này được thực hiện bằng cách đưa tên miền cấp cao nhất .app vào danh sách tải trước HSTS, yêu cầu HTTPS trên tất cả các kết nối đến các trang web có tên miền .app